# Suzhou Center
Le Suzhou Center est un gratte-ciel de 268 mètres construit en 2013 à Suzhou en Chine